# Interlire
 (décembre 2018).
Interlire est le titre d'une série de livres-jeux fondée par Pierre Rouanne en 1996, éditée aux éditions Livres et vous, dépendantes du SEDRAP.

## Composition de la série
La collection se compose de huit titre :
- Le Diamant bleu du pays des Consignes,  (ISBN 2-913719-00-7)[2]
- Le Trésor des Zacords,  (ISBN 2-913719-01-5)[3]
- Planète Ortho,  (ISBN 2-913719-02-3)[4]
- Les Jouets du clown Modur,  (ISBN 2-913719-03-1)[5]
- Le Château des Graphies,  (ISBN 2-913719-04-X)[6]
- Sur la piste des cinq Thaks,  (ISBN 2-913719-05-8)[7]
- Le Retour d'Ortho,  (ISBN 2-913719-06-6)[8]
- L'Ile aux Consignes,  (ISBN 2-913719-07-4)[9]